# Anopheles bervoetsi
Anopheles bervoetsi este o specie de țânțari din genul Anopheles, descrisă de D'haenans în anul 1961.
Este endemică în Congo. Conform Catalogue of Life specia Anopheles bervoetsi nu are subspecii cunoscute.